# Damias pseudogelida
Damias pseudogelida là một loài bướm đêm thuộc phân họ Arctiinae, họ Erebidae.